# Arīs Lemesou
L'Arīs Limassol (in greco Άρης Λεμεσού, Arīs Lemesou) è una società calcistica cipriota di Limassol. Milita nella A' Katīgoria, la massima serie del campionato cipriota di calcio.
Ha vinto un campionato cipriota, nel 2022-2023.

## Storia
La società è stata fondata nel 1930 ed è uno dei membri fondatori della CFA. Negli anni trenta si piazzò prevalentemente tra la quinta e la settima posizione in campionato.
Negli anni quaranta non partecipò alla massima serie; vi ritornò nel 1954, retrocesse subito e immediatamente risalì, andando a centrare la quarta posizione nella stagione 1956-1957.
Rimase ininterrottamente in massima serie fino alla stagione 1969-1970, quando si piazzò dodicesima e retrocesse in seconda divisione, dove rimase due stagioni; al termine della stagione 1970-1971 il club si rafforzò grazie alla fusione con i concittadini dell'EPAL (club anch'esso militante in B' Katīgoria). I risultati della fusione furono immediati: nella stagione 1971-1972 l'Arīs finì terzo ottenendo la promozione in massima serie.
La situazione cambiò tra il 1975 ed il 1980, quando l'Aris raggiunse due volte il quarto posto (nel 1977 e 1979). Nel 1981 arrivò però una nuova retrocessione, cui fece seguito un'immediata risalita. Nel 1985-1986 la squadra si piazzò quinta in massima serie.
Nel 1988-1989 la squadra raggiunse il punto più alto della propria storia, raggiungendo la finale di Coppa di Cipro; qui viene battuta dai concittadini dell'AEL Limassol. Nell'estate 1989 l'Aris riuscì ad ingaggiare la stella sovietica Oleh Blochin, Pallone d'oro 1975, alla sua ultima stagione agonistica. Con il contributo del forte attaccante sovietico, l'Aris raggiunse nella stagione 1989-1990 il quarto posto.
Dopo la retrocessione della stagione 1992-1993, l'anno successivo il club vinse il suo terzo campionato di seconda divisione. Dal 1996-1997 l'Aris iniziò una serie di continue promozioni ed immediate retrocessioni tra prima e seconda divisione. Questo trend si interruppe solo nella stagione 2006-2007, con un ottavo posto in prima divisione, che garantì la permanenza in massima serie. L'anno successivo la squadra fu nuovamente retrocessa. Nel 2008-2009 centrò il secondo posto nei cadetti, raggiungendo subito la promozione in Divisione A, ma la stagione successiva conobbe un'immediata retrocessione dopo il girone di play-out.
Dopo una nuova promozione, stavolta ottenuta con la vittoria del campionato, si ripeté lo scenario di due stagioni prima: terzultimo posto e retrocessione ai play-out. Al termine della stagione 2012-2013 ottenne di nuovo la promozione, vincendo per la quinta volta il campionato di seconda divisione.
Nella stagione 2021-2022 la squadra si classifica al 4º posto (prima volta dal 1989-1990), qualificandosi per la UEFA Conference League 2022-2023; pertanto disputerà una coppa europea per la prima volta nella sua storia.
Nel 2022-2023 vinse il campionato cipriota con tre punti di vantaggio sull'APOEL Nicosia, conquistando il titolo per la prima volta nella sua storia.
Nel 2023 riesce a qualificarsi ai gironi di Europa League battendo ai playoff lo   Slovan Bratislava ,  perdendo però l’andata con il risultato di 2-1. La squadra cipriota però ribalta il risultato nella partita del ritorno, infliggendo un sonoro 6-2  grazie alla tripletta del suo attaccante Yannick Gomis. Ai sorteggi di Europa League l’Aris Limassol viene estratto nel girone C , insieme Al Betis Siviglia, Glasgow Rangers e Sparta Praga.

## Palmarès

### Competizioni nazionali
- Campionato cipriota: 1

2022-2023
- Supercoppa di Cipro: 1

2023
- B' Katīgoria: 5

1953-1954, 1955-1956, 1993-1994, 2010-2011, 2012-2013

### Altri piazzamenti
- Coppa di Cipro:

Finalista: 1988-1989
Semifinalista: 1937-1938, 1972-1973, 1978-1979, 1983-1984, 1989-1990, 2009-2010, 2023-2024
- B' Katīgoria:

Secondo posto: 2003-2004, 2005-2006, 2008-2009
Terzo posto: 1997-1998, 1999-2000, 2001-2002, 2014-2015

## Organico

### Rosa 2023-2024
| N. |                         | Ruolo | Calciatore           |
| -- | ----------------------- | ----- | -------------------- |
| 1  | Brasile (bandiera)      | P     | Vaná                 |
| 2  | Inghilterra (bandiera)  | D     | Connor Goldson       |
| 3  | Brasile (bandiera)      | D     | Caju                 |
| 4  | Camerun (bandiera)      | D     | Ismael Yandal        |
| 5  | Gabon (bandiera)        | D     | Alex Moussounda      |
| 6  | Ghana (bandiera)        | D     | Eric Boakye          |
| 7  | Svezia (bandiera)       | D     | Leo Bengtsson        |
| 8  | Inghilterra (bandiera)  | C     | Morgan Brown         |
| 9  | Russia (bandiera)       | A     | Aleksandr Kokorin    |
| 10 | Cipro (bandiera)        | C     | Matija Špoljarić     |
| 12 | Cipro (bandiera)        | D     | Andreas Dimitriou    |
| 14 | Cipro (bandiera)        | A     | Yannick Arthur Gomis |
| 19 | Senegal (bandiera)      | D     | Mamadou Sané         |
| 20 | Burkina Faso (bandiera) | D     | Steeve Yago          |
| 21 | Sudafrica (bandiera)    | C     | Mihlali Mayambela    |
| 22 | Serbia (bandiera)       | C     | Veljko Nikolić       |
| 23 | Polonia (bandiera)      | C     | Karol Struski        |

| N. |                        | Ruolo | Calciatore                |
| -- | ---------------------- | ----- | ------------------------- |
| 27 | Svezia (bandiera)      | A     | Zakaria Sawo              |
| 31 | Svezia (bandiera)      | D     | Franz Brorsson            |
| 37 | Slovacchia (bandiera)  | D     | Július Szöke              |
| 38 | Cipro (bandiera)       | P     | Michalis Sofroniou        |
| 66 | Suriname (bandiera)    | C     | Jaden Montnor             |
| 72 | Serbia (bandiera)      | D     | Slobodan Urošević         |
| 78 | Cipro (bandiera)       | P     | Konstantinos Chrysostomou |
| 80 | Gabon (bandiera)       | C     | Shavy Babicka             |
| 86 | Bulgaria (bandiera)    | C     | Ivan Asparuhov            |
| 88 | Bielorussia (bandiera) | A     | Arcëm Šumanski            |
| 90 | Cipro (bandiera)       | P     | Ellinas Sofroniou         |
| 91 | Croazia (bandiera)     | P     | Mislav Zadro              |
|    | Georgia (bandiera)     | A     | Giorgi Kvilitaia          |
|    | Sudafrica (bandiera)   | P     | Neoptolemos Theodorou     |
|    | Portogallo (bandiera)  | C     | Edi Semedo                |
|    | Brasile (bandiera)     | D     | Anderson Correia          |

### Rosa 2022-2023
| N. |                         | Ruolo | Calciatore               |
| -- | ----------------------- | ----- | ------------------------ |
| 1  | Brasile (bandiera)      | P     | Vaná                     |
| 3  | Brasile (bandiera)      | D     | Caju                     |
| 6  | Spagna (bandiera)       | C     | Manu García              |
| 8  | Inghilterra (bandiera)  | C     | Morgan Brown             |
| 9  | Russia (bandiera)       | A     | Aleksandr Kokorin        |
| 10 | Cipro (bandiera)        | C     | Matija Špoljarić         |
| 11 | Polonia (bandiera)      | A     | Mariusz Stępiński        |
| 12 | Cipro (bandiera)        | D     | Charalampos Charalampous |
| 13 | Capo Verde (bandiera)   | D     | Delmiro                  |
| 14 | Cipro (bandiera)        | A     | Yannick Arthur Gomis     |
| 16 | Cipro (bandiera)        | A     | Ermos Lysandrou          |
| 18 | Algeria (bandiera)      | D     | Abdel Medioub            |
| 19 | Cipro (bandiera)        | C     | Andreas Frangos          |
| 20 | Burkina Faso (bandiera) | D     | Steeve Yago              |

| N. |                         | Ruolo | Calciatore             |
| -- | ----------------------- | ----- | ---------------------- |
| 24 | Cipro (bandiera)        | C     | Antonis Eleftheriou    |
| 27 | Croazia (bandiera)      | C     | Martin Šlogar          |
| 28 | Cipro (bandiera)        | P     | Neofytos Stylianou     |
| 30 | Gabon (bandiera)        | D     | Alex Moussounda        |
| 31 | Serbia (bandiera)       | C     | Veljko Nikolić         |
| 33 | Serbia (bandiera)       | D     | Slobodan Urošević      |
| 70 | Cipro (bandiera)        | P     | Michalis Papastylianou |
| 75 | Cipro (bandiera)        | C     | Nikolas Mattheou       |
| 77 | Sierra Leone (bandiera) | A     | Osman Koroma           |
| 80 | Gabon (bandiera)        | C     | Shavy Babicka          |
| 88 | Bielorussia (bandiera)  | A     | Arcëm Šumanski         |
| 89 | Cipro (bandiera)        | A     | Theodoros Iosifides    |
| 90 | Cipro (bandiera)        | P     | Ellinas Sofroniou      |

### Rosa 2021-2022
| N. |                         | Ruolo | Calciatore               |
| -- | ----------------------- | ----- | ------------------------ |
| 1  | Brasile (bandiera)      | P     | Vaná                     |
| 3  | Portogallo (bandiera)   | D     | Nuno Lopes               |
| 6  | Spagna (bandiera)       | C     | Manu García              |
| 7  | Romania (bandiera)      | A     | Mihai Răduț              |
| 8  | Inghilterra (bandiera)  | C     | Morgan Brown             |
| 9  | Austria (bandiera)      | A     | Daniel Sikorski          |
| 10 | Cipro (bandiera)        | C     | Matija Špoljarić         |
| 11 | Polonia (bandiera)      | A     | Mariusz Stępiński        |
| 12 | Cipro (bandiera)        | D     | Charalampos Charalampous |
| 13 | Capo Verde (bandiera)   | D     | Delmiro                  |
| 14 | Cipro (bandiera)        | A     | Kristis Andreou          |
| 16 | Cipro (bandiera)        | A     | Ermos Lysandrou          |
| 17 | Brasile (bandiera)      | D     | Caju                     |
| 18 | Algeria (bandiera)      | D     | Abdel Medioub            |
| 19 | Cipro (bandiera)        | C     | Andreas Frangos          |
| 20 | Burkina Faso (bandiera) | D     | Steeve Yago              |

| N. |                         | Ruolo | Calciatore                     |
| -- | ----------------------- | ----- | ------------------------------ |
| 21 | Francia (bandiera)      | A     | Kévin Monnet-Paquet            |
| 22 | Ucraina (bandiera)      | C     | Vitalij Kvašuk                 |
| 23 | Croazia (bandiera)      | D     | Gordon Schildenfeld (capitano) |
| 24 | Cipro (bandiera)        | C     | Antonis Eleftheriou            |
| 27 | Croazia (bandiera)      | C     | Martin Šlogar                  |
| 28 | Cipro (bandiera)        | P     | Neofytos Stylianou             |
| 30 | Gabon (bandiera)        | D     | Alex Moussounda                |
| 47 | Russia (bandiera)       | A     | Aleksandr Kokorin              |
| 70 | Cipro (bandiera)        | P     | Michalis Papastylianou         |
| 75 | Cipro (bandiera)        | C     | Nikolas Mattheou               |
| 77 | Sierra Leone (bandiera) | A     | Osman Koroma                   |
| 80 | Gabon (bandiera)        | C     | Shavy Babicka                  |
| 89 | Cipro (bandiera)        | A     | Theodoros Iosifides            |
| 90 | Cipro (bandiera)        | P     | Ellinas Sofroniou              |
| 98 | Romania (bandiera)      | C     | Gabriel Simion                 |

### Rosa 2020-2021
| N. |                        | Ruolo | Calciatore               |
| -- | ---------------------- | ----- | ------------------------ |
| 2  | Cipro (bandiera)       | D     | Valentinos Pastellis     |
| 3  | Portogallo (bandiera)  | D     | Nuno Lopes               |
| 5  | Cipro (bandiera)       | C     | Christos Modestou        |
| 6  | Cipro (bandiera)       | C     | Rafail Giangoudakis      |
| 7  | Cipro (bandiera)       | A     | Panagiotis Therapontos   |
| 8  | Inghilterra (bandiera) | C     | Morgan Brown             |
| 10 | Argentina (bandiera)   | A     | Alejandro Barbaro        |
| 11 | Cipro (bandiera)       | A     | Rafail Michail           |
| 12 | Cipro (bandiera)       | D     | Charalampos Charalampous |
| 13 | Capo Verde (bandiera)  | D     | Delmiro                  |
| 14 | Cipro (bandiera)       | A     | Giorgos Malekkidis       |
| 17 | Cipro (bandiera)       | A     | Johny El Zein            |

| N. |                               | Ruolo | Calciatore             |
| -- | ----------------------------- | ----- | ---------------------- |
| 18 | Cipro (bandiera)              | A     | Giannis Pachipis       |
| 21 | Cipro (bandiera)              | D     | Fotis Kezos            |
| 23 | Cipro (bandiera)              | D     | Alexandros Michail     |
| 24 | Cipro (bandiera)              | C     | Antonis Eleftheriou    |
| 27 | Cipro (bandiera)              | C     | Evgenios Kyriakou      |
| 39 | Suriname (bandiera)           | A     | Gleofilo Hasselbaink   |
| 64 | Macedonia del Nord (bandiera) | P     | Edin Nuredinoski       |
| 70 | Cipro (bandiera)              | P     | Michalis Papastylianou |
| 75 | Cipro (bandiera)              | A     | Nikolas Mattheou       |
| 80 | Germania (bandiera)           | A     | Cem Felek              |
| 90 | Cipro (bandiera)              | P     | Ellinas Sofroniou      |
| 92 | Grecia (bandiera)             | D     | Nikolaos Lougos        |

### Rosa 2019-2020
| N. |                        | Ruolo | Calciatore               |
| -- | ---------------------- | ----- | ------------------------ |
| 2  | Cipro (bandiera)       | D     | Valentinos Pastellis     |
| 3  | Portogallo (bandiera)  | D     | Nuno Lopes               |
| 5  | Cipro (bandiera)       | C     | Christos Modestou        |
| 6  | Cipro (bandiera)       | C     | Rafail Giangoudakis      |
| 7  | Cipro (bandiera)       | A     | Panagiotis Therapontos   |
| 8  | Inghilterra (bandiera) | C     | Morgan Brown             |
| 10 | Argentina (bandiera)   | A     | Alejandro Barbaro        |
| 11 | Cipro (bandiera)       | A     | Rafail Michail           |
| 12 | Cipro (bandiera)       | D     | Charalampos Charalampous |
| 13 | Capo Verde (bandiera)  | D     | Delmiro                  |
| 14 | Cipro (bandiera)       | A     | Giorgos Malekkidis       |
| 17 | Cipro (bandiera)       | A     | Johny El Zein            |

| N. |                               | Ruolo | Calciatore             |
| -- | ----------------------------- | ----- | ---------------------- |
| 18 | Cipro (bandiera)              | A     | Giannis Pachipis       |
| 21 | Cipro (bandiera)              | D     | Fotis Kezos            |
| 23 | Cipro (bandiera)              | D     | Alexandros Michail     |
| 24 | Cipro (bandiera)              | C     | Antonis Eleftheriou    |
| 27 | Cipro (bandiera)              | C     | Evgenios Kyriakou      |
| 39 | Suriname (bandiera)           | A     | Gleofilo Hasselbaink   |
| 64 | Macedonia del Nord (bandiera) | P     | Edin Nuredinoski       |
| 70 | Cipro (bandiera)              | P     | Michalis Papastylianou |
| 75 | Cipro (bandiera)              | A     | Nikolas Mattheou       |
| 80 | Germania (bandiera)           | A     | Cem Felek              |
| 90 | Cipro (bandiera)              | P     | Ellinas Sofroniou      |
| 92 | Grecia (bandiera)             | D     | Nikolaos Lougos        |

### Rosa 2018-2019
| N. |                    | Ruolo | Calciatore                     |
| -- | ------------------ | ----- | ------------------------------ |
| 6  | Cipro (bandiera)   | C     | Rafael Yiangoudakis            |
| 7  | Spagna (bandiera)  | C     | Armiche                        |
| 8  | Brasile (bandiera) | C     | Eduardo Brito                  |
| 10 | Grecia (bandiera)  | C     | Vasilīs Aggelopoulos           |
| 11 | Grecia (bandiera)  | A     | Markos Maragoudakis (capitano) |
| 13 | Cipro (bandiera)   | C     | Charalambos Charalambous       |
| 14 | Cipro (bandiera)   | C     | Giorgos Malekkides             |
| 16 | Grecia (bandiera)  | D     | Angelos Papasterianos          |
| 17 | Cipro (bandiera)   | A     | Theodosis Kyprou               |
| 19 | Cipro (bandiera)   | C     | Evdoras Silvestrou             |
| 20 | Cipro (bandiera)   | C     | Evgenios Kyriakou              |
| 21 | Cipro (bandiera)   | D     | Olymbios Antoniades            |

| N. |                               | Ruolo | Calciatore              |
| -- | ----------------------------- | ----- | ----------------------- |
| 23 | Cipro (bandiera)              | C     | Pantelis Panteli        |
| 26 | Grecia (bandiera)             | C     | Rafail Gioukaris        |
| 28 | Cipro (bandiera)              | A     | Marios Pechlivanis      |
| 29 | Cipro (bandiera)              | D     | Andreas Mammides        |
| 30 | Cipro (bandiera)              | C     | Kyriacos Panagi         |
| 39 | Cipro (bandiera)              | C     | Christos Hadjipaschalis |
| 44 | Cipro (bandiera)              | D     | Pavlos Correa           |
| 64 | Macedonia del Nord (bandiera) | P     | Edin Nuredinoski        |
| 71 | Cipro (bandiera)              | C     | Evripidis Siaillis      |
| 88 | Cipro (bandiera)              | P     | Alexander Špoljarić     |
| 99 | Portogallo (bandiera)         | A     | Romeu Torres            |